# Pablo Thiam
Pablo Thiam, född 3 januari 1974 i Conakry, Guinea, är en guineansk före detta professionell fotbollsspelare.
Thiam föddes i Guinea men kom till Tyskland som liten då hans far arbetade som diplomat i Bonn. Thiam har både guineanskt och tyskt pass men har valt att spela för Guineas landslag där han spelade 25 matcher mellan 1996 och 2007. Thiam hade ett par bra säsonger i VfB Stuttgart i slutet på 1990-talet och gick till storklubben Bayern München 2001. Efter en säsong i Bayern München köptes han av VfL Wolfsburg där han spelade tills han avslutade spelarkarriären 2008.